# Constantin Pappas
Pour les articles homonymes, voir Pappas.
Constantin Pappas, né le 12 juin 1962 à Khartoum, au Soudan, est un acteur et photographe français.

## Biographie
D'origine grecque, Constantin Pappas naît au Soudan et grandit en région parisienne. Il connaît une première expérience théâtrale au collège où il anime les interludes de Knock ou le Triomphe de la médecine devant 800 personnes, qui le ravit et lui donnera envie de se lancer dans la comédie. Ainsi, de 1983 à 1985, il suit les cours de Jean Darnel au théâtre de l'Atelier, puis ceux de l'Action Studio de 1986 à 1988.
Après avoir joué une pièce de théâtre « éprouvante à tous les niveaux », un ami comédien lui suggère de l'accompagner sur les plateaux de doublage. Acceptant la proposition, il déclare « avoir eu le coup de foudre pour cette activité », qu'il n'a plus jamais quittée.
Spécialisé dans ce domaine, il est aujourd'hui la voix française régulière de Steve Carell, Peter Dinklage, Tate Donovan, Yancey Arias et Steven Weber et est une des voix de Jon Hamm, Steve Coogan, Rob Riggle, Aaron Eckhart (notamment dans The Dark Knight) et Bobby Cannavale.
Dans l'animation, il prête notamment sa voix à Yusuke Urameshi, personnage principal de la série Yū Yū Hakusho, de Mathieu dans Sakura, chasseuse de cartes, de Wolfwood dans Trigun ou plus récemment de Kento Nanami dans Jujutsu Kaisen.
En parallèle de sa carrière d'acteur, Constantin Pappas s'adonne à la photographie,,.
Depuis septembre 2021, il est également formateur en doublage auprès de comédiens professionnels au sein de la Compagnie Vagabond - Le Magasin, basée à Malakoff.

## Filmographie
Sauf indication contraire, les informations mentionnées dans cette section peuvent être confirmées par la base de données cinématographiques IMDb,  présente dans la section « Liens externes ».

### Cinéma

#### Longs métrages
- 1988 : Alouette, je te plumerai de Pierre Zucca
- 1990 : Le Dénommé de Jean-Claude Dague
- 2020 : Michael de Guillaume Bouiges et Emmanuel Collet : Caleb

### Télévision
- 2003 : La Crim', épisode Derrière le miroir de Dominique Guillo : l'agent immobilier

## Doublage
Sources : RS Doublage, Doublage Séries Database, AnimeNewsNetwork, La Tour des héros, AlloCiné, AlloDoublage et Planète Jeunesse.

### Cinéma

#### Films
- Peter Dinklage dans (14 films) :
  - Panique aux funérailles (2010) : Frank
  - Low Down (2014) : Alain
  - X-Men: Days of Future Past (2014) : Bolivar Trask
  - Alex l'insoumise (de) (2015) : Marc
  - Pixels (2015) : Eddie Plant
  - The Boss (2016) : Renault
  - Trois Billboards : Les Panneaux de la vengeance (2017) : James
  - Three Christs (2017[n 1]) : Joseph
  - Entre deux fougères, le film (2019) : lui-même
  - I Care a Lot (2020) : Roman Lunyov
  - Cyrano (2021) : Cyrano de Bergerac
  - Hunger Games : La Ballade du serpent et de l'oiseau chanteur (2023) : Casca Highbottom
  - Unfrosted : L'Épopée de la Pop-Tart (2024) : Harry Friendly
  - Brothers (2024) : Jady Munger
- Steve Carell dans (12 films) :
  - Max la Menace (2008) : Maxwell Smart
  - Crazy Night (2010) : Phil Foster
  - Crazy, Stupid, Love (2011) : Cal Weaver
  - Jusqu'à ce que la fin du monde nous sépare (2012) : Dodge Petersen
  - Tous les espoirs sont permis (2012) : Dr Bernie Feld
  - Cet été-là (2013) : Trent
  - L'Incroyable Burt Wonderstone (2013) : Burt Wonderstone
  - Alexandre et sa journée épouvantablement terrible et affreuse (2014) : Ben
  - Nos pires voisins (2014) : Michael Scott
  - La Bataille des sexes (2017) : Bobby Riggs
  - Irresistible (2020) : Gary Zimmer
  - Mountainhead (en) (2025) : Randall Garrett
- Bobby Cannavale dans (11 films) :
  - Taxis pour cible (2001) : Jose
  - Périmètre mortel (2008) : Shanks
  - Killing Gentleman (2008) : Michael
  - Paul Blart : Super Vigile (2009) : le commandant James Kent
  - My Movie Project (2013) : Superman
  - Chef (2014) : Tony
  - Adult Beginners (2014) : Danny
  - Superintelligence (2020) : George Churchill
  - Jolt (2021) : l'inspecteur Jalen Vicars
  - Old Dads (2023) : Connor Brody
  - Les Nouveaux (en) (2024) : M. Studebaker
- Rob Riggle dans (8 films) :
  - Enfants non accompagnés (2006) : garde Hoffman
  - Very Bad Trip (2009) : l'officier Franklin
  - Trop loin pour toi (2010) : Ron
  - Il n'est jamais trop tard (2011) : Jack Strang
  - Opening Night (en) (2016) : M. Goldmeyer
  - How to Be a Latin Lover (2017) : Scott
  - Midnight Sun (2018) : Jack
  - Mon grand-père et moi (2020) : Arthur
- Tate Donovan dans (6 films) :
  - Nancy Drew (2007) : Carson Drew
  - Elvis & Nixon (2015) : H. R. Haldeman
  - Sous un autre jour (2017[13]) : Carter Locke
  - Rocketman (2019) : Doug Weston
  - À quel prix ? (2021) : Lee Quinn
  - Ghosted (2023) : le père
- Jon Hamm dans (6 films) :
  - Le Jour où la Terre s'arrêta (2008) : Dr Granier
  - L'Agence tous risques (2010) : le vrai Lynch
  - The Town (2010) : Adam Frawley
  - Sucker Punch (2011) : High Roller
  - Sale temps à l'hôtel El Royale (2018) : Laramie Seymour Sullivan
  - Lucy in the Sky (2019) : Mark Goodwin
- Aaron Eckhart dans (5 films) :
  - The Dark Knight : Le Chevalier noir (2008) : Harvey Dent / Double-Face
  - La Chute de la Maison-Blanche (2013) : le président des États-Unis Benjamin Asher
  - La Chute de Londres (2016) : le président des États-Unis Benjamin Asher
  - Sully (2016) : Jeff Skiles
  - Bleed for This (2016) : Kevin Rooney
- Jon Gries dans :
  - The Beat Nicks (2000) : B. Cool
  - Taken 2 (2012) : Mark Casey
  - Taken 3 (2015) : Mark Casey
- Michael Peña dans :
  - Buffalo Soldiers (2001) : Garcia
  - The Lucky Ones (2007) : T.K. Poole
  - Le Casse de Central Park (2011) : Enrique Dev'reaux
- Mark Strong dans :
  - Chungkai, le camp des survivants (2001) : Dusty
  - Par delà le bien et le mal (2008) : Bouhler
  - En approchant l'inconnu (en) (2016) : William D. Stanaforth
- Diedrich Bader dans :
  - Miss FBI : Divinement armée (2005) : Joel Mayers
  - L'Agence de casting (en) (2006) : Glenn Dale
  - Shazam! La Rage des Dieux (2023) : M. Geckle
- Steve Coogan dans :
  - Hot Fuzz (2007) : l'inspecteur
  - Hamlet 2 (2008) : Dana
  - Very Bad Cops (2010) : David Hershon
- J. C. MacKenzie (en) dans :
  - Ma mère, ses hommes et moi (2009) : Tom
  - Share (2019) : Mickey
  - Les Sept de Chicago (2020) : Tom Foran (en)
- Bryan Callen dans :
  - Bad Santa (2003) : Miami Bartender
  - Blackout total (2014) : le dealer
- James D'Arcy dans :
  - Attraction fatale (2004) : Barnaby F. Caspian
  - Avengers: Endgame (2019) : Edwin Jarvis
- Mark Gatiss dans :
  - Starter for 10 (2006) : Bamber Gascoigne
  - La British Compagnie (2016) : le colonel Theakes
- Peter Hermann dans :
  - Hors de contrôle (2010) : Sanderman
  - 13 : La Comédie musicale (en) (2022) : Joel Goldman
- Alex Zahara dans :
  - La Neuvième Vie de Louis Drax (2016) : Navarra
  - Brain on Fire (2016) : Allen
- 1984 : Amadeus : Emanuel Schikaneder (Simon Callow) (redoublage de 2002)
- 1993 : Adieu ma concubine : voix additionnelles
- 1994 : Fist of Legend : Akutagawa Ryuichi (Jackson Liu)
- 1997 : Tueurs à gages : Steven Lardner (Hank Azaria)
- 1998 : He Got Game : Sip (Travis Best)
- 1999 : La Cerisaie : Yacha (Gerard Butler)
- 2000 : Miss Détective : Scott (Jimmy Graham)
- 2000 : Urban Legend 2 : Coup de grâce : Graham Manning (Joseph Lawrence)
- 2001 : Chevalier : Wat (Alan Tudyk)
- 2001 : The Search for John Gissing : Matthew Barnes (Mike Binder)
- 2001 : L'Expérience : Kamps (Nicki von Tempelhoff (de))
- 2001 : Divine mais dangereuse : Randy (Matt Dillon)
- 2001 : Ichi the Killer : Kakihara (Tadanobu Asano)
- 2001 : Mortelle Saint-Valentin : Adam (David Boreanaz)
- 2002 : Leo : Steven (Joseph Fiennes)
- 2002 : Arac Attack, les monstres à huit pattes : Mark (John Storey)
- 2003 : Traqué : Moret (José Zúñiga)
- 2003 : Le Salut : l'agent Pross (Danny Blanco)
- 2004 : La Grande Arnaque : Frank Pizzarro (Gregory Sporleder)
- 2004 : P'tits Génies 2 : Stan Bobbins (Scott Baio)
- 2004 : Layer Cake : Dragan (Dragan Micanovic)
- 2004 : 2046 : Bird (Thongchai McIntyre)
- 2005 : Two Weeks : Keith Bergman (Ben Chaplin)
- 2005 : L'Affaire Josey Aimes : Ricky Sennett (Corey Stoll)
- 2005 : Burt Munro : Bob (Chris Bruno)
- 2005 : Mr. et Mrs. Smith : Marco Racin (Elijah Alexander)
- 2006 : The Host : le SDF (Yoon Je-moon)
- 2006 : Man of the Year : Danny (David Alpay)
- 2006 : Horribilis : Charlie (Ben Cotton)
- 2008 : My Sassy Girl : Jean-Jacques (William Abadie)
- 2008 : Gone Baby Gone : voix additionnelles
- 2009 : La Montagne ensorcelée : voix additionnelles
- 2010 : Tron : L'Héritage : Jarvis (James Frain)
- 2010 : Mother's Day : Dave Lowe (Tony Nappo (en))
- 2010 : Sex and the City 2 : David (David Alan Basche)
- 2010 : Prince of Persia : Les Sables du Temps : ? (?)
- 2011 : The Last Days : le lieutenant-gouverneur Fitch (Steven Weber)
- 2011 : Real Steel : ? (?)
- 2011 : Le souvenir de toi : Tomasz Limanowski en 1976 (Lech Mackiewicz)
- 2012 : Broken : M. Buckley (Denis Lawson)
- 2012 : Dragon Eyes : Dash (Luis Da Silva Jr.)
- 2013 : Légendes vivantes : le journaliste de BBC News (Sacha Baron Cohen)
- 2013 : Dallas Buyers Club : Rick Ferris (Jonathan Vane)
- 2014 : The Silent Storm (en) : McKinnon (Derek Riddell)
- 2015 : Le Hobbit : Le Retour du roi du Cantal : voix additionnelles (film amateur)
- 2015 : Le Pont des espions : agent Gamber (Victor Verhaeghe)
- 2015 : Strictly Criminal : Robert Fitzpatrick (Adam Scott)
- 2015 : Cœur de dragon 3 : La Malédiction du sorcier : Traevor (Jake Curran)
- 2016 : Peter et Elliott le dragon : adjoint Smalls (Steve Barr)
- 2016 : David Brent: Life on the Road : Steve (Steve Clarke)
- 2017 : Blade of the Immortal : Saburô Anotsu [Qui ?]
- 2017 : The Adventurers : Lao Mo (Yiqun Zhang)
- 2017 : The Music of Silence : Sandro (Jordi Mollà)
- 2017 : Les Bonnes Sœurs : le père Tommasso (John C. Reilly)
- 2018 : Pentagon Papers : voix additionnelles
- 2018 : Le Jour de mon retour : Portishead (Laurence Spellman)
- 2018 : Father of the Year : Geoff (Dean Winters)
- 2018 : Mamma Mia! Here We Go Again : Lazaros (Panos Mouzourakis (en))
- 2018 : Mère incontrôlable à la fac : Frank (Damon Jones)
- 2019 : Joker : Stan Hellbrooks [Qui ?]
- 2019 : Doom: Annihilation : Morgan (Cassidy Little)
- 2019 : Brexit: The Uncivil War : Dominic Cummings (Benedict Cumberbatch)
- 2020 : The Wrong Missy : Rich (Chris Witaske (en))
- 2020 : Les Sept de Chicago : le journaliste d'introduction [Qui ?] (voix)
- 2021 : Une affaire de détails : Greg Alberts (Adam J. Harrington (en))
- 2021 : Lilly et l'Oiseau : « Big Daddy » (Don McManus (en))
- 2021 : Dans les yeux de Tammy Faye : le journaliste d'ABC News qui interroge Tammy et Jim [Qui ?]
- 2021 : Being the Ricardos : David Hart (Max Silvestri (en))
- 2021 : Quatorze jours : Lorenzo (Thomas Trabacchi (it))
- 2022 : The Pirates : À nous le trésor royal ! (en) : A-Gwi (Park Ji-hwan (en))
- 2022 : Glass Onion : Une histoire à couteaux tirés : ? (?)
- 2022 : Hunt : Park Pyong-ho (Lee Jung-jae)
- 2022 : L'Histoire épatante de M. Fikry et autres trésors : Daniel (Scott Foley)
- 2023 : Un bal pour Harvard (en) : le principal Mossler (Sean Amsing)
- 2023 : Il était une fois... un crime (en) : Paul [Qui ?]
- 2023 : Carga Máxima (pt) : Seu Mario (Orã Figueiredo (pt))
- 2023 : Ils étaient un seul homme : Benjamin Billings (Edward Baker-Duly (en))
- 2023 : Mercy : Ellis (Sebastien Roberts)
- 2024 : Cassino à Ischia : Dino [Qui ?]

#### Films d'animation
- 1986[n 2] : Il était une fois... Windaria : Izu
- 1993[n 3] : Yū Yū Hakusho, le film : Yūsuke Urameshi
- 1994[n 4] : Yū Yū Hakusho 2 : La Légende du royaume des ombres : Yūsuke Urameshi
- 1995[n 5] : Lupin III : Adieu, Nostradamus ! : Goémon Ishikawa et l'inspecteur Zenigata
- 1996[n 5] : Lupin III : Le Secret du Twilight Gemini : Goémon Ishikawa et l'inspecteur Zenigata
- 1997[n 6] : Psycho Diver : Soul Siren : Sawada
- 1999[n 6] : Sakura, chasseuse de cartes, le film : Le Voyage à Hong Kong : Mathieu
- 2000 : Joseph, le roi des rêves : Lévi
- 2000[n 6] : Vampire Hunter D: Bloodlust : Alan Elbourne
- 2000[n 7] : Sakura, chasseuse de cartes : La Carte scellée : Mathieu / Yue
- 2003 : Le Monde de Nemo : un pélican
- 2004 : Appleseed : Yoshitsune
- 2004 : Le Roi lion 3 : Hakuna Matata : voix additionnelles
- 2005 : Fullmetal Alchemist : Conqueror of Shamballa : Rudolf Hess et voix diverses
- 2006[n 8] : Robotech : The Shadow Chronicles : Vince Grant et le narrateur
- 2009 : Fantastic Mr. Fox : Castor
- 2010 : Maliki : Rétro Gamins : Jonn (court métrage)
- 2010 : Trigun: Badlands Rumble : Nicholas D. Wolfwood
- 2010 : Toy Story 3 : voix additionnelles
- 2011 : Fullmetal Alchemist : L'Étoile sacrée de Milos : le lieutenant-colonel Hertshell
- 2012 : Madagascar 3 : Bons baisers d'Europe : voix additionnelles
- 2013 : Justin et la Légende des Chevaliers : Sire Clorex[n 9]
- 2016 : Comme des bêtes : Ozone[n 10]
- 2018 : Lego DC Super Heroes : Aquaman : un Atalan
- 2018 : Croc-Blanc : Murphy
- 2019 : Black Fox : Lauren
- 2021 : Jujutsu Kaisen 0 : Kento Nanami
- 2022 : Tad l'explorateur et la table d'émeraude : voix additionnelles
- 2024 : Overlord : The Sacred Kingdom : Pabel

### Télévision

#### Téléfilms
- Dan Payne dans :
  - L'Ordre des gardiens (2013) : Carter Flynn
  - Une inquiétante infirmière (2016) : Luke
  - Ma nounou est un homme ! (2016) : Matthew
  - Le Mariage de la dernière chance (2016) : John Reynolds
  - Un Noël traditionnel (2017) : William
  - Une voisine diabolique (2018) : Kyle
  - Piégée par mon mari (2021) : Rick Lowe
- Victor Webster dans :
  - Dernier Noël avant l'Apocalypse (2014) : Charlie Ratchet
  - Mariage chez mon ex (2017) : David Nichols
  - Romance d'hiver (2020) : Grant Oliver
  - Une famille cinq étoiles pour Noël (2020) : Jake Finlay
  - La Recette secrète des cookies de Noël (2022) : Sam Hobbs
- Tate Donovan dans :
  - Un Noël à New York (2005) : Christy Byrne
  - Painkiller Jane (2005) : Dr Graham Knight / Lucas Insley
  - Below the Beltway (2010) : Paul Gibson
- James Frain dans :
  - Sur le chemin de la guerre (2002) : Richard Goodwin
  - Spartacus (2004) : David
- Steven Weber dans :
  - Moi, moi et moi c'est déjà beaucoup (2007) : Rex McGowan
  - Comme les Noëls de mon enfance (2018) : Harry Hughes
- Stephan Luca dans :
  - L'Île des abeilles tueuses (2008) : Ben Herzog
  - La tentation d'aimer (2011) : Père Gabriel
- Jay Pickett (en) dans :
  - Une coupable idéale (2011) : John
  - Le Crime que je n'ai pas commis (2019) : Bill
- Alex Zahara dans :
  - Les Lumières de Noël (2014) : le pasteur Karl Galick
  - Un duo magique pour Noël (2019) : Arnold
- Doug Murray dans :
  - Le Temps d'un Noël (2016) : Harv Jones
  - Dans les griffes de ma meilleure amie (2020) : David
- Johnathon Gorman dans :
  - Nos pires voisines (2022) : Christian Mason
  - L'Amant de mon mari (2023) : Peter Gray
- 1997 : Tueur à gages : Steve Lardner (Hank Azaria)
- 2000 : Les Mille et Une Nuits : le Génie (John Leguizamo)
- 2001 : Phoenix blue, la légende : Josh (Matt Bardock (en))
- 2001 : Amy & Isabelle : Peter Robertson (Martin Donovan)
- 2002 : Sherlock : la marque du diable : Sherlock Holmes (James D'Arcy)
- 2003 : Mary Higgins Clark : Avant de te dire adieu : l'inspecteur Sclafani (Aaron Douglas)
- 2003 : Le Choix d'une vie : David Hunter (John Getz)
- 2003 : Un amour inattendu : Jack Mayer (D. W. Moffett)
- 2003 : La Chute des héros : le major Michael Taix (Peter Stebbings)
- 2003 : La Prison de glace : Jacques Albrecht (Carl Marotte)
- 2004 : La Chasse au Requin Tueur : Sven Hansen (Ralf Moeller)
- 2004 : Le Fantôme de Noël : David (David Chisum (en))
- 2006 : Ciel de feu : Frank (Philip Granger)
- 2006 : Trois vœux pour Noël : Rick Bradley (Michael J. Rogers (en))
- 2007 : Perdus dans la tempête : Blake Thompson (Aaron Pearl)
- 2009 : Indices cachés : Max Carver (James Gallanders)
- 2009 : Des mains en or : le présentateur télé [Qui ?]
- 2010 : Turbulences en plein vol : Powell (Bru Muller)
- 2010 : Witchville (en) : Erik (Andrew Pleavin)
- 2010 : L'Avant-veille de Noël : Nigel Thumb (Jordan Prentice)
- 2010 : Triassic Attack (en) : le président de l'université Richmond Keller (Christopher Villiers)
- 2011 : Rendez-vous interdits : Will Atherton (Allen Altman)
- 2011 : 2020 : Le Jour de glace : le Premier ministre (Simon Callow)
- 2012 : L'Intouchable Drew Peterson : Mike Adler (Teddy Sears)
- 2013 : Coup de foudre à Hong Kong : Edward Lim (Russell Wong)
- 2016 : Trouver l'amour à Valentine : le pasteur Morgan (Brian Bartels)
- 2017 : The Saint : Arthur Templar (Christopher Villiers)
- 2017 : Panique à Los Angeles : John Benson (Craig Sheffer)
- 2017 : Le Chalet de Noël : Art (Dave Collette)
- 2018 : My Dinner with Hervé : Hervé Villechaize (Peter Dinklage)
- 2018 : Cauchemar sous mon toit : le premier lieutenant [Qui ?]
- 2019 : Noël Actually : Kevin Portillo (Ricardo Antonio Chavira)
- 2019 : Infirmière ou ange de la mort ? : Webber (Jay Wilkins)
- 2019 : Quand Harry épouse Meghan : Mariage royal (en) : Caspian (Noah Huntley)
- 2019 : Un amour de chef : Dr Scully (Milo Shandel)
- 2019 : La Partition perdue de Noël : Burt (Curtis Moore)
- 2019 : Le Chalet de Noël : le serveur (Chris Tarpos)
- 2019 : Une star dans la tourmente : M. Clark (Ralph Garman (en))
- 2019 : Papa par accident : Dr Florian Weiss (Hary Prinz (de))
- 2019 : Meurtre sous les projecteurs : Robert (Charlie O'Connell)
- 2019 : La Vie secrète de mon mari : Stevens (Jeffrey Vincent Parise (en))
- 2020 : La boutique des amoureux : Duke (Paul Essiembre)
- 2020 : Trouver l'amour à Rome : Roberto Malvesi (Enrico Mutti)
- 2020 : Élève modèle, mensonges mortels : Michael Willits (Sebastien Roberts)
- 2020 : La dernière danse d'une cheerleader : Lou (Ryan Gibson)
- 2020 : Les 12 rendez-vous de Noël : Bill (Jason Wishnowski)
- 2021 : Ma mère, mon sauveur : James (Greg Winter)
- 2021 : Ma sulfureuse meilleure amie : Monty (Douglas Dickerman)
- 2021 : La fille aux mains d'or : Peter Melzner (Stephan Bissmeier (de))
- 2022 : À chacun son secret : Georg König (Stephan Szász (de))

#### Séries télévisées
- Yancey Arias dans (20 séries) :
  - Half and Half (2004) : Carter Del Toro (saison 3, épisodes 8 et 10)
  - Thief (2006) : Gabriel « Gabo » Williams (mini-série)
  - Le Retour de K2000 (2008-2009) : Alex Torres (12 épisodes)
  - Drop Dead Diva (2009) : A.D.A. Montez (saison 1, épisode 12)
  - Chase (2011) : Pablo Cordova (épisodes 12 et 13)
  - Covert Affairs (2011) : Pablo Delgado (saison 2, épisode 8)
  - Warehouse 13 (2011) : Jim (saison 3, épisode 7)
  - Revenge (2011-2015) : le sénateur Tom Kingsly (4 épisodes)
  - Elementary (2012) : Robert Castillo (saison 1, épisode 3)
  - Hawaii 5-0 (2013) : Arturo Casey (saison 3, épisode 24)
  - Bones (2013) : le chaman Little River (saison 9, épisode 2)
  - Castle (2013) : le chef Carl Villante (saison 6, épisodes 1 et 2)
  - Intelligence (2014) : Javier Leon (épisode 8)
  - Esprits criminels : Unité sans frontières (2016) : l'officier Tillet (saison 1, épisode 6)
  - American Gothic (2016) : Dave Morales (saison 1, épisode 11)
  - Rosewood (2016) : le maire Ramon Esparza (saison 2, épisode 1)
  - Reine du Sud (2017-2018) : Alberto Cortez (21 épisodes)
  - Los Angeles : Bad Girls (2020) : le maire Trent Garrison (saison 2, épisodes 2 et 3)
  - Magnum (2021) : l'agent Ray Sloane (saison 4)
  - New York, crime organisé (2021) : l'inspecteur Angel Ramirez (saison 2, épisode 9)
- J. C. MacKenzie (en) dans (16 séries) :
  - Dark Angel (2000-2002) : Reagan « Normal » Ronald (42 épisodes)
  - New York, section criminelle (2004) : Lenny (saison 4, épisode 1)
  - JAG (2004) : Sean Parker (saison 9, épisode 21)
  - New York, unité spéciale (2005 / 2010) : Brian Ackerman (saison 7, épisode 6 et saison 12, épisode 8)
  - Les Experts (2006) : Dr Gus Hoffman (saison 7, épisode 8)
  - 24 Heures chrono (2007) : Dr Bradley (saison 6, épisode 20)
  - NCIS : Enquêtes spéciales (2007) : Mitchell Reese (saison 4, épisode 21)
  - Desperate Housewives (2008) : Walter Bierlich (saison 4, épisode 10)
  - FBI : Portés disparus (2009) : Rick Stevens (saison 7, épisode 11)
  - Ghost Whisperer (2009) : Jeffrey Silber (saison 4, épisode 21)
  - Médium (2009) : Dan Taper (saison 6, épisode 1)
  - Les Experts : Miami (2009) : Timothy Hewitt (saison 8, épisode 6)
  - Madam Secretary (2016-2017) : le gouverneur Sam Evans (8 épisodes)
  - Instinct (2018) : Frank Fallon (saison 1, épisode 5)
  - Most Wanted Criminals (2020) : le juge Edward Philpot (saison 1, épisode 2)
  - Billions (2020) : le proviseur Julien Kessel (saison 5, épisode 3)
- Jon Hamm dans (11 séries) :
  - Division d'élite (2002-2004) : l'inspecteur Nate Basso (66 épisodes)
  - Charmed (2005) : Jack Brody (saison 7, épisode 11)
  - Point Pleasant, entre le bien et le mal (2005) : Dr George Forrester (épisodes 3 et 4)
  - Numb3rs (2006) : Richard Clast (saison 3, épisode 8)
  - The Unit : Commando d'élite (2006-2007) : Wilson James (5 épisodes)
  - 30 Rock (2009-2012) : Dr Drew Baird (7 épisodes)
  - Parks and Recreation (2014-2015) : Ed (saison 6, épisode 22 et saison 7, épisode 1)
  - Good Omens (2019-2023) : l'archange Gabriel (10 épisodes)
  - Larry et son nombril (2020) : Jon Hamm (1re voix - saison 10, épisode 8)
  - Landman (depuis 2024) : Monty Miller
  - Vrais voisins, faux amis (depuis 2025) : Andrew « Coop » Cooper
- Tate Donovan dans (11 séries) :
  - Newport Beach (2003-2006) : Jimmy Cooper (39 épisodes)
  - New York, section criminelle (2007) : Luke Nelson (saison 6, épisode 19)
  - Damages (2007-2010) : Tom Shayes (39 épisodes)
  - The Cleaner (2008) : Richard Hoffler (saison 1, épisode 3)
  - Super Hero Family (2010) : Mitch McCutcheon (épisode 1)
  - 24 Heures chrono (2014) : Mark Boudreau (saison 9)
  - Elementary (2016) : Wilson Trager (saison 4, épisode 10)
  - Limitless (2016) : John (épisode 14)
  - Le Maître du Haut Château (2016) : George Dixon (saison 2)
  - New York, unité spéciale (2017) : Eli Colton (saison 18, épisode 14)
  - MacGyver (2018-2020) : James MacGyver (12 épisodes)
- Bobby Cannavale dans (10 séries) :
  - Tribunal central (2001-2002) : Jeremiah « J.J. » Jellinek (5 épisodes)
  - Will et Grace (2004-2006) : Vince D'Angelo
  - Les As du braquage (2007) : Enrico Cortez (épisodes 7 et 8)
  - Blue Bloods (2010-2011) : Charles Rosselini (3 épisodes)
  - Master of None (2017) : le chef Jeff Pastore (4 épisodes)
  - Mr. Robot (2017-2019) : Irving (9 épisodes)
  - Homecoming (2018-2020) : Colin Belfast (11 épisodes)
  - Le Droit d'être américain : Histoire d'un combat (2021) : lui-même (série documentaire)
  - Nine Perfect Strangers (2021) : Tony Hogburn (mini-série)
  - Bupkis (en) (2023) : l'oncle Tommy (saison 1, épisodes 2 et 5)
- Steven Weber dans (9 séries) :
  - Brothers and Sisters (2007-2008) : Graham Finch (8 épisodes)
  - Happy Town (2010) : John Haplin (8 épisodes)
  - Web Therapy (2011) : Robert Lachman (saison 1, épisodes 8 et 9)
  - Hot in Cleveland (2012) : Kyle / K.C. (saison 3, épisodes 12 et 13)
  - À l'aube de la destruction (2013) : Dr Karl Dameron (mini-série)
  - NCIS : Nouvelle-Orléans (2014-2017) : Douglas Hamilton (18 épisodes)
  - Sleepy Hollow (2015) : Thomas Jefferson (saison 2, épisode 16)
  - The Comedians (en) (2015) : Jamie Dobbs (épisodes 1 et 2)
  - Chicago Med (depuis 2021) : Dr Dean Archer (49 épisodes - en cours)
- Richard Speight Jr. dans (8 séries) :
  - Espions d'État (2001-2003) : Lex (36 épisodes)
  - Jericho (2006-2008) : Bill (21 épisodes)
  - Supernatural (2007-2018) : Gabriel / Loki (12 épisodes)
  - Life (2009) : Dean Ellis (saison 2, épisode 13)
  - Justified (2011-2012) : Jed Berwind (4 épisodes)
  - Les Experts (2014) : Lloyd Bryant (saison 15, épisode 2)
  - Esprits criminels : Unité sans frontières (2017) : Robbie Garcia (saison 2, épisode 5)
  - The Winchesters (2023) : Loki (épisode 8)
- Derek Riddell dans (8 séries) :
  - Ugly Betty (2007-2009) : Stuart (7 épisodes)
  - Happy Valley (2014-2023) : Richard Cawood (11 épisodes)
  - Inspecteur Barnaby (2016) : Des McCordell (saison 18, épisode 3)
  - Undercover (en) (2016) : Paul Brightman (mini-série)
  - The Missing (2016) : Adam Gettrick (saison 2)
  - Gunpowder (2017) : le roi Jacques VI et Ier (mini-série)
  - Hard Sun (2018) : Roland Bell (mini-série)
  - Bodies (2023) : Calloway (mini-série)
- José Zúñiga dans (7 séries) :
  - Lydia DeLucca (2001-2002) : Ray Orozco (9 épisodes)
  - Century City (2004) : l'avocat Randall Purgaman (épisodes 4 et 9)
  - Ghost Whisperer (2008-2010) : l'officier Luis Simon (3 épisodes)
  - Dark Blue : Unité infiltrée (2009) : l'agent Boyle (saison 1, épisode 1)
  - Castle (2010) : Alfredo Quintana (saison 2, épisode 15)
  - Shooter (2016-2017) : Simon Porter (saison 1, épisodes 6 et 8)
  - For the People (2019) : Randy Stanton (saison 2, épisode 6)
- Peter Hermann dans (7 séries) :
  - New York, unité spéciale (2002-2022) : l'avocat Trevor Langan (35 épisodes)
  - Beautiful People (2006) : Luke Dalton (6 épisodes)
  - Cashmere Mafia (2008) : Davis Draper (7 épisodes)
  - The Good Wife (2010) : le juge Derek Schikel (saison 1, épisode 22)
  - A Gifted Man (2011-2012) : Harrison Curtis (5 épisodes)
  - Blue Bloods (2012-2023) : Jack Boyle (18 épisodes)
  - Younger (2015-2021) : Charles Brooks (73 épisodes)
- Alex Zahara dans (6 séries) :
  - Stargate SG-1 (2003) : Iron Shirt (saison 7, épisode 7)
  - Smallville (2007) : Dr Jansen (saison 7, épisode 7)
  - The Guard : Police maritime (2009) : l'homme en colère (saison 2, épisode 12)
  - Le Maître du Haut Château (2015-2018) : Oliver Diels (8 épisodes)
  - Batwoman (2020) : Dr Butler (saison 1)
  - School Spirits (2023) : le proviseur Hartman
- Steve Carell dans (6 séries) :
  - The Office (2005-2013) : Michael Scott (139 épisodes)
  - Un petit brin de vie (2011) : lui-même (épisode 4)
  - The Morning Show (2019-2021) : Mitch Kessler (16 épisodes)
  - Space Force (2020-2022) : le général Mark R. Naird (17 épisodes)
  - The Patient (2022) : Alan Strauss (mini-série)
  - Les Quatre Saisons (2025) : Nick Callan
- Kurt Caceres dans (5 séries) : 
  - American Family (2002) : Conrado Gonzalez (22 épisodes)
  - Ghost Whisperer (2008) : l'inspecteur Carl Neely (1re voix)
  - NCIS : Enquêtes spéciales (2009) : le sergent Vincente Medina (saison 6, épisode 15)
  - Esprits criminels (2010) : Omar (saison 5, épisode 19)
  - Sons of Anarchy (2012) : Renaldo (saison 5, épisodes 7 et 11)
- Rob Riggle dans (5 séries) :
  - Victorious (2012) : le vice-principal Dickers (saison 3, épisode 2)
  - New Girl (2012-2016) : Big Schmidt (3 épisodes)
  - Angie Tribeca (2017) : Calvin Sniglet / l'inspecteur Zachary Fontaine (4 épisodes)
  - Brooklyn Nine-Nine (2019) : Rob Dulubnik (saison 6, épisode 5)
  - Elsbeth (2024) : Neal Dorsey (saison 2, épisode 2)
- Ben Miles dans (4 séries) :
  - Six Sexy (2000-2004) : Patrick Maitland (28 épisodes)
  - Dracula (2013-2014) : M. Browning (10 épisodes)
  - The Capture (depuis 2019) : le commandant Danny Hart
  - Hijack (2023) : le capitaine Robin Allen
- Diedrich Bader dans :
  - Diagnostic : Meurtre (1995) : Lincoln Cutter (saison 2, épisode 14)
  - Monk (2007) : Chance Singer (saison 6, épisode 3)
  - Better Things (2016-2020) : Rich (11 épisodes)
- Frank John Hughes dans :
  - Frères d'armes (2001) : le sergent William « Bill » Guarnere (mini-série)
  - Les Soprano (2007) : Walden Belfiore (saison 6)
  - NCIS : Enquêtes spéciales (2008) : Enis Whatley (saison 5, épisode 17)
- Craig Sheffer dans :
  - Les Frères Scott (2003-2012) : Keith Scott (64 épisodes)
  - Into the West (2005) : Robert Wheeler âgé (mini-série, épisode 6)
  - American Horror Story (2021) : Richard Nixon (saison 10)
- Ron Howard dans :
  - Arrested Development (2003-2019) : le narrateur / Ron Howard (83 épisodes)
  - The Odd Couple (2016) : Stanley (saison 3, épisode 4)
  - Only Murders in the Building (2024) : lui-même
- Peter Dinklage dans :
  - Threshold : Premier Contact (2005) : Arthur Ramsey (13 épisodes)
  - Nip/Tuck (2006) : Marlowe Sawyer (7 épisodes)
  - Game of Thrones (2011-2019) : Tyrion Lannister (67 épisodes)
- Silas Weir Mitchell dans :
  - Prison Break (2005-2007) : Charles « Le Disjoncté » Patoshik (13 épisodes)
  - Grimm (2011-2017) : Eddy Monroe (123 épisodes)
  - S.W.A.T. (2021) : Phil Winter (saison 4, épisode 10)
- Joe Morton dans :
  - Eureka (2006-2012) : Henry Deacon (76 épisodes)
  - Numb3rs (2007) : Peter Lange (saison 4, épisode 9)
  - Warehouse 13 (2009) : le révérend John Hill (saison 1, épisode 9)
- Stephen Guarino (en) dans :
  - I'm Dying Up Here (2017-2018) : Sully Patterson (10 épisodes)
  - Good Trouble (2021) : Scott Farrell (saison 3)
  - La Meneuse (2025) : Roger
- Matthew Macfadyen dans :
  - Succession (2018-2023) : Tom Wambsgans (39 épisodes)
  - Quiz (2020) : Charles Ingram (mini-série)
  - Stonehouse : député, amant et espion (2023) : John Stonehouse (mini-série)
- Brian Benben dans :
  - Dream On (1990-1996) : Martin Tupper (119 épisodes)
  - Private Practice (2008-2013) : Dr Sheldon Wallace (83 épisodes)
- Dan Futterman dans :
  - Amy (1999-2005) : Vincent Gray (76 épisodes)
  - Will et Grace (2003) : Barry (saison 5)
- Justin Theroux dans :
  - Six Feet Under (2003-2004) : Joe (8 épisodes)
  - White House Plumbers (en) (2023) : Gordon Liddy (mini-série)
- Bryan Callen dans :
  - Sept à la maison (2004-2006) : George « Vic » Vickery Petrowski (9 épisodes)
  - How I Met Your Mother (2006-2009) : Bilson (6 épisodes)
- Matthew Del Negro dans :
  - Rizzoli and Isles (2011-2013) : Giovanni Gilberti (4 épisodes)
  - Teen Wolf (2013-2017) : Rafael McCall (19 épisodes)
- Jay Karnes dans :
  - Graceland (2013) : Gerry Silvo (saison 1, épisode 1)
  - Tyrant (2016) : James Kitfer (saison 3, épisodes 4 à 6)
- Thomas Trabacchi (it) dans :
  - Squadra criminale (2015-2018) : Giorgio Lombardi (36 épisodes)
  - Le Silence de l'eau (it) (2019) : Giovanni (8 épisodes)
- Dermot Mulroney dans :
  - American Horror Story (2017) : Bob Thompson (saison 7)
  - LA to Vegas (2018) : le capitaine Steve Jasser (épisodes 3 et 6)
- Owen McDonnell (en) dans :
  - Killing Eve (2018-2022) : Niko Polastri (18 épisodes)
  - De grandes espérances (2023) : Joe (mini-série)
- Julián Villagrán dans :
  - Brigada Costa del Sol (es) (2019) : Alfredo
  - La Petite Fille sous la neige (2023) : Santiago Vallejo (mini-série)
- Tim Bagley dans :
  - Somebody Somewhere (2023-2024) : Brad Schraeder (11 épisodes)
  - Hacks (2024) : Reggie (saison 3, épisode 8)
- The IT Crowd : Denholm (Christopher Morris)
- Veronica Mars : Chip Diller (David Tom)
- Kingdom Hospital : le révérend Jimmy Criss (Christopher Heyerdahl)
- Hercule Poirot : Major Despard (Tristan Gemmill) (Cartes sur table)
- Matrioshki : Le Trafic de la honte : le journaliste
- 1998-2003 : Les Anges du bonheur : Blake Chapman (Lee Tergesen) (saison 5, épisode 7), un policier [Qui ?] (saison 5, épisode 11), Jasper (Tom Hodges (en)) (saison 5, épisode 12), Chris (James Calvert) (saison 5, épisode 13), Corey Leonard (David Kaufman) (saison 6, épisode 5), Joe (Joe Chrest) (saison 7, épisode 5) et Ty (Tyler Francavilla) (saison 9, épisode 16)
- 1999 : V.I.P. : Tino Scarlatti (Rick Hoffman) (saison 2, épisode 3)
- 1999-2002 : Le Loup-garou du campus : Dean Dawkins (Jack Mosshammer)
- 1999-2020 : Inspecteur Barnaby : David Whitely (Christopher Villiers) (saison 2, épisode 1), Tristan Goodfellow (Tom Ward) (saison 4, épisode 2), Danny Piggott (Dorian Healy) (saison 9, épisode 6), Nigel Woodley (Steve North) (saison 10, épisode 6), Eddie Stanton (Neil Pearson) (saison 14, épisode 2), frère Jozef (John Cummins) (saison 20, épisode 1) et Duncan Corrigan (Cassidy Little) (saison 21, épisode 1)
- 2000 : Un cas pour deux : Charlie (Carlos Lobo) (saison 20, épisode 7)
- 2000 : Power Rangers : Sauvetage éclair : Ryan Mitchell / Titanium Ranger (Rhett Fisher) (29 épisodes) et Loki (David Lodge) (27 épisodes)
- 2001 : Bob et Rose : Robert Gossage (Alan Davies)
- 2001 : Commissaire Léa Sommer : Chris Schmelzer [Qui ?] (saison 5, épisode 3)
- 2001-2002 : Cybergirl : Jackson Campbell (Craig Horner)
- 2003-2005 : Un, dos, tres : Horacio Dalmaso (Fabián Mazzei) (40 épisodes)
- 2004 : NCIS : Enquêtes spéciales : l'officier de police (Robert Floyd) (saison 1, épisode 20)
- 2005 : Empire : Brutus (James Frain) (mini-série)
- 2006-2007 : Standoff : Les Négociateurs : Matt Flannery (Ron Livingston)
- 2006-2010 : Génial Génie : Philip Norton (Wayne Morris)
- 2007 : The Killing : Jens Holck (Jesper Lohmann) (7 épisodes)
- 2007-2021 : Commissaire Anders : Robert Anders (Walter Sittler) (29 épisodes)
- 2008-2009 : Bella et ses ex : Marty, l'époux de Daphné (Josh Braaten)
- 2008-2011 : Physique ou Chimie : Felix (Xavi Mira)
- 2009-2010 : Cougar Town : Jeff (Scott Foley)
- 2010 : Desperate Housewives : l'inspecteur John Booth (Rick Pasqualone) (saison 6, épisode 22)
- 2010-2014 : Pretty Little Liars : le colonel Wayne Fields (Eric Steinberg (en)) (9 épisodes)
- 2011 : La Gifle : Craig (Brendan Cowell) (mini-série)
- 2011 / 2017 : Le Renard : Juri Oleg (Devid Striesow) (saison 35, épisode 6) et Achim Voigt (Robert Schupp) (saison 41, épisode 1)
- 2012 : Parade's End : le révérend Duchemin (Rufus Sewell) (mini-série)
- 2015 : Bankerot : Mahdi (Ali Kazim)
- 2015-2018 : UnREAL : Chet Wilton (Craig Bierko) (38 épisodes)
- 2015-2022 : Better Call Saul : Dr Caldera (Joe DeRosa) (7 épisodes)
- 2016 : Reine du Sud : Juan Carlos Ortega (Wayne Lopez) (3 épisodes)
- 2016 : Agent Carter : Dr Samberly (Matt Braunger) (5 épisodes)
- 2017 : Knightfall : le jarl d'Oxford (Oliver Maltman)
- 2017 : Training Day : Robert Burns (Michael Reilly Burke) (saison 1, épisode 2)
- 2017-2019 : The Gifted : Danny (Jeffrey Nordling)
- 2018 : The Romanoffs : Greg (Aaron Eckhart)
- 2018 : Once Upon a Time : Ivo (Dan Payne)
- 2018 : Bad Blood : Lorenzo « Enzo » Cosoleto (Daniel Kash) (8 épisodes)
- 2018 : Le Détenu : Foca (Alejandro Calva) (5 épisodes)
- 2018 : Ghoul : Chaudary [Qui ?] (mini-série)
- 2018 : Trust : Lord Jeffries (Fabrizio Apolloni)
- 2018-2019 : A Million Little Things : Andrew Pollock (James Tupper) (6 épisodes)
- 2018-2019 : Sweetbitter : Nicky (Todd Gearheart) (12 épisodes)
- 2019 : Quicksand : Claes Fagerman (Reuben Sallmander)
- 2019 : Apache : La vie de Carlos Tévez (es) : Propato (José Mehrez)
- 2019 : Le Tueur de l'ombre : ? (?)
- 2019 : Preacher : Abraham (Scott Johnson) (saison 4, épisode 6)
- 2019-2020 : Crash Landing on You : Jo Cheol-gang (Oh Man-seok) (15 épisodes)
- 2019-2020 : Warrior : le sénateur Robert Creswood (Patrick Baladi) (3 épisodes)
- 2019-2020 : Workin' Moms : Mike Bolinski (Victor Webster) (11 épisodes)
- 2019-2021 : H : Alejandro Vinuesa (Eduardo Noriega) (14 épisodes)
- 2020 : L'Essor de l'Empire ottoman : Çandarli Halil Pasha (Selim Bayraktar)
- 2020 : Unorthodox : le chauffeur Uber (Alfonso Graham) (mini-série, épisode 1)
- 2020 : Devils : l'inspecteur Henry Winks (Mark O'Halloran)
- 2020 : Curon (it) : Thomas (Luca Lionello)
- 2020 : NOS4A2 : Jonathan Beckett / le Gardien du temps (Paul Schneider) (saison 2)
- 2020-2021 : Zoey et son incroyable playlist : David Clarke (Andrew Leeds) (24 épisodes)
- 2020-2021 : Red Light : Sam De Man (Koen De Bouw)
- 2020-2022 : La Unidad : Ismail (Mekki Kadiri) (8 épisodes)
- depuis 2020 : Ted Lasso : Ted Lasso (Jason Sudeikis)
- 2021 : Black Space : Chanoch [Qui ?]
- 2021 : Leonardo : Rinaldo Rossi (Massimo De Santis)
- 2021 : Colin en noir et blanc : ? (?) (mini-série)
- 2021-2022 : Walker : Dan Miller (Dave Annable) (12 épisodes)
- 2021-2025 : Squid Game : Seong Gi-hun (Lee Jung-jae) (22 épisodes)
- 2022 : After Life : Ratty (Andrew Brooke) (saison 3, épisode 3)
- 2022 : Suspicion : Scott Anderson (Noah Emmerich)
- 2022 : Clark : Tommy Lindström (Vilhelm Blomgren) (mini-série)
- 2022 : L'Impératrice : ? (?)
- 2022 : Roar : Dave (Jason Mantzoukas) (épisode 5)
- 2022 : Baby Fever : Niels-Anders (Mikael Birkkjær)
- 2022 : Barry : le producteur Joel (Michael Andrew Baker)
- 2022 : Machos alfa : Luis (Fele Martínez)
- depuis 2022 : The Gilded Age : M. Watson (Michael Cerveris)
- depuis 2022 : C'était moi : Lucas Martin (Antonio Sanint)
- depuis 2022 : Industry : Charles Hanani (Adam Levy)
- depuis 2022 : Comptine mortelle : Brent (Ian Lloyd Anderson)
- depuis 2022 : Le Chemin de l'olivier : Zaman (Fırat Tanış (tr))
- 2023 : Shahmeran : Lakmu (Hakan Karahan)
- 2023 : La primera vez : Camilo Granados adulte, narrateur (Jacques Toukhmanian) (voix)
- 2023 : Les Veuves du jeudi : Tano Scaglia (Omar Chaparro (es)) (mini-série)
- 2023 : 1923 : le capitaine Hurley (Damian O'Hare) (saison 1, épisode 8)
- 2023 : The Big Door Prize : l'entraîneur Eagleson (Timothy Perez-Ross)
- 2023 : Les Patients du docteur García (es) : Antonio Ochoa (Daniel Albaladejo (es))
- 2023 : Jane : M. Jin (Paul Sun-Hyung Lee)
- 2023 : 1670 (en) : Bogdan (Dobromir Dymecki (pl))
- 2023 : The Woman in the Wall (en) : Michael Kearney (Mark Huberman (en))
- 2023-2024 : La Créature de Kyŏngsŏng : Ishikawa (Kim Do-hyun)
- 2024 : Avatar, le dernier maître de l'air : Saï (Danny Pudi)
- 2024 : L'Affaire Asunta : Vicente (Machi Salgado) (mini-série)
- 2024 : Maxton Hall : Le monde qui nous sépare : Ridley, le coach [Qui ?]
- 2024 : D'une main de fer : « Le Français » (Cosimo Fusco) (mini-série)
- 2024 : High Potential : Brian Dimon (Sebastien Roberts) (saison 1, épisode 1)
- 2024 : Tracker : Henry Benson (Aaron Pearl) (saison 2, épisode 3)
- 2024 : Bandits, bandits : Ajax le petit (George Houvardas (en))
- 2025 : La Chasse aux Gringos (es) : Joaquin Meyer Rodriguez [Qui ?]

#### Séries d'animation
- 1981[n 11] : Ashita no Joe 2 : Guerilla (épisode 44) et Kiyoshi Suga (2e voix, épisode 27 à 47)
- 1992-1994[n 12] : Yū Yū Hakusho : Yusuke Urameshi
- 1995[n 13] : Neon Genesis Evangelion : voix additionnelles (1er doublage, épisode 8)
- 1998[n 12] : Trigun : Nicholas D. Wolfwood
- 1998[n 7] : Initial D : First Stage : Fumihiro
- 1998-1999[n 4] : Cowboy Bebop : Rocco Bonaro (épisode 8) et Cowboy Andy (épisode 22)
- 1999[n 12] : The Big O : Eugene Grant
- 1999-2000[n 5] : Initial D : Second Stage : Fumihiro
- 2001[n 7] : Angelic Layer : Ichirou « Icchan » Mihara
- 2001[n 7] : Mahoromatic : To Ryuga
- 2002 : Le Secret du sable bleu : Morilire et voix diverses
- 2002-2003[n 5] : Les 12 Royaumes : Rakujin
- 2002-2003[n 7] : Fullmetal Alchemist : Franck Harcher
- 2002-2003[n 7] : Ghost in the Shell : Stand Alone Complex : Yamaguchi et Ernest Serano
- 2002-2003[n 7] : Gundam Seed : Mu La Fraga et voix diverses
- 2003[n 7] : The Galaxy Railways : Leonard (épisode 13)
- 2003-2007[n 7] : Les Frères Koalas : Frank et voix additionnelles
- 2004 : Les Nouvelles Aventures de l'homme invisible : l'homme invisible
- 2004 : Midori Days : Shuichi Takamizawa et Kota Shingyoji
- 2004-2005[n 5] : Gundam Seed Destiny : Néo Roanoké et voix diverses
- 2004-2008 : Atomic Betty : Sparky
- 2005 : Samurai Champloo : Xavier III (épisode 19)
- 2006 : Les Quatre Fantastiques : Reed Richards
- 2007[n 8] : Gurren Lagann : Dayakka
- 2007-2009[n 8] : Gundam 00 : Lockon Stratos
- 2009 / 2011 : Wakfu : Saule (saison 1, épisode 14) et Bordegane (saison 2, épisode 16)
- 2012[n 14] : JoJo's Bizarre Adventure : Phantom Blood : Blueford
- 2013 : Archer : le capitaine Murphy[n 15] (saison 4, épisodes 12 et 13)
- 2014 : Prenez garde à Batman ! : Manhunter / Paul Kirk
- 2016-2018 : Chasseurs de trolls : Kanjigar
- 2016-2018 : Voltron, le défenseur légendaire: le commandant Sendak
- 2017[n 14] : Thus Spoke Kishibe Rohan : Akira Otoichi et Shuici
- 2019 : Le Trio venu d'ailleurs : Kanjigar
- 2020 : Dorohedoro : En
- 2020 : BNA: Brand New Animal : Shirou
- 2020 : Ghost in the Shell: SAC 2045 : Chris Tate et voix additionnelles
- depuis 2020 : Jujutsu Kaisen : Kento Nanami
- 2021 : Solar Opposites : Peter « Pete » (saison 2, épisode 6)
- 2021 : Super Crooks : « le Prétorien »
- 2021-2022 : Shaman King : Tokageroh et le père de Horohoro
- 2022 : Thermae Romae Novae : Lucius Modestus
- 2023 : The Misfit of Demon King Academy : Erdomaid
- 2023 : Agent Elvis : voix additionnelles
- 2023 : Mulligan : voix additionnelles
- 2023 : The Ancient Magus Bride : Tarik (saison 2)
- 2023 : Onmyōji : Celui qui parle aux démons : Kanemori
- 2024 : Dépravé : Aimé Egertons (création de voix)
- 2024 : Batman, le justicier masqué : Harvey Dent / Double-Face[14]

#### OAV
- 1999[n 16] : Pet Shop of Horrors : Jason Gray (OAV 2) et Roger T. Stanford (OAV 4)
- 2000-2001 : FLCL : Misashi
- 2003-2004[n 17] : Hunter × Hunter : Greed Island : Zepairu et Puhatto
- 2005-2007[n 18] : Saint Seiya : Chapitre Hades Inferno : Shiryu, Milo et Valentine
- 2005-2007 : Karas : Kure Narumi
- 2008[n 18] : Saint Seiya : Chapitre Hadès Elysion : Shiryu

### Jeux vidéo
- 2002 : Harry Potter et la Chambre des secrets : Percy Weasley et Aragog
- 2003 : Star Wars: Knights of the Old Republic : Dark Malak
- 2004 : Tom Clancy's Splinter Cell: Pandora Tomorrow : voix additionnelles
- 2005 : Star Wars: Knights of the Old Republic 2 - The Sith Lords : Dark Malak
- 2007 : Harry Potter et l'Ordre du Phénix : portrait observateur
- 2008 : Fable II : Bob
- 2010 : Fable III : Divers personnages
- 2012 : Spec Ops: The Line : Rick Gould
- 2013 : Beyond Two Souls : Stan
- 2014 : Destiny : le Spectre
- 2014 : Infamous: Second Son : voix additionnelles
- 2014 : The Crew : Vincent
- 2015 : The Witcher 3: Wild Hunt : Mislav et voix additionnelles
- 2015 : Assassin's Creed Syndicate : Prof Silas
- 2016 : Tom Clancy's The Division : voix additionnelles
- 2016 : Dishonored 2 : Hurleurs
- 2016 : Overwatch : le Capitaine Opara (dans le court-métrage Le Réveil)
- 2017 : Assassin's Creed Origins : voix additionnelles
- 2017 : Destiny 2 : le Spectre
- 2017 : Star Wars Battlefront II : voix additionnelles
- 2017 : World of Warcraft : Legion : Jarod Chantelombre
- 2018 : God of War : Sindri
- 2018 : Assassin's Creed Odyssey : voix additionnelles
- 2018 : Forza Horizon 4 : Jaimin (DLC Lego)
- 2019 : Days Gone : Manny
- 2019 : Rage 2 : voix additionnelles
- 2019 : Borderlands 3 : le moine d'Athénas
- 2019 : Star Wars Jedi: Fallen Order : des stormtroopers
- 2020 : Ghost of Tsushima : Nattou, Kiyochika et voix additionnelles (brigant, forgeron, etc.)
- 2020 : Assassin's Creed Valhalla : Palatinus Havelok
- 2021 : Far Cry 6 : voix additionnelles (gardes, etc.)
- 2021 : New World : divers personnages
- 2022 : Lost Ark : ?
- 2022 : God of War: Ragnarök : Sindri
- 2023 : Star Wars Jedi: Survivor : Moran et voix additionnelles (stormtroopers, père de prospecteur...)
- 2023 : Starfield : ?
- 2024 : Prince of Persia: The Lost Crown : le déserteur et la Manticore
- 2024 : Final Fantasy XIV: Dawntrail : Robor, Zawpya et Tobli

### Direction artistique
- 2019 : Jesus: His Life (en)

## Voix off

### Publicités
- ID-3 (Volkswagen)
- Cisco (2023)

### Documentaires
- 2017 : Hitler : Le Cercle du diable (Planète+)
- 2022 : Emanuela Orlandi, la disparue du Vatican : Pietro Orlandi